# Стоун-Ридж (Вірджинія)
Стоун-Ридж (англ. Stone Ridge) — переписна місцевість (CDP) в США, в окрузі Лаудун штату Вірджинія. Населення — 15 039 осіб (2020).

## Географія
Стоун-Ридж розташований за координатами 38°55′42″ пн. ш. 77°33′36″ зх. д. / 38.92833° пн. ш. 77.56000° зх. д. (38.928310, -77.559962).  За даними Бюро перепису населення США в 2010 році переписна місцевість мала площу 6,58 км², з яких 6,54 км² — суходіл та 0,04 км² — водойми.

## Демографія
Згідно з переписом 2010 року, у переписній місцевості мешкало 7214 осіб у 2367 домогосподарствах у складі 1896 родин. Густота населення становила 1097 осіб/км².  Було 2450 помешкань (372/км²).
Расовий склад населення:
| - 55,0 % — білих - 27,7 % — азіатів - 10,1 % — чорних або афроамериканців - 0,3 % — корінних американців - 1,6 % — осіб інших рас |

До двох чи більше рас належало 5,3 %. Частка іспаномовних становила 8,3 % від усіх жителів.
За віковим діапазоном населення розподілялося таким чином: 32,3 % — особи молодші 18 років, 65,5 % — особи у віці 18—64 років, 2,2 % — особи у віці 65 років та старші. Медіана віку мешканця становила 31,7 року. На 100 осіб жіночої статі у переписній місцевості припадало 97,2 чоловіків;  на 100 жінок у віці від 18 років та старших — 95,7 чоловіків також старших 18 років.
Середній дохід на одне домашнє господарство  становив 144 168 доларів США (медіана — 140 673), а середній дохід на одну сім'ю — 155 286 доларів (медіана — 153 342). Медіана доходів становила 99 708 доларів для чоловіків та 68 523 долари для жінок. За межею бідності перебувало 1,0 % осіб, у тому числі 0,2 % дітей у віці до 18 років та 13,7 % осіб у віці 65 років та старших.
Цивільне працевлаштоване населення становило 5086 осіб. Основні галузі зайнятості: науковці, спеціалісти, менеджери — 28,1 %, публічна адміністрація — 13,1 %, освіта, охорона здоров'я та соціальна допомога — 12,4 %.